# Schizocaena gaudichaudii
Schizocaena gaudichaudii là một loài dương xỉ trong họ Cyatheaceae. Loài này được Fée mô tả khoa học đầu tiên năm 1852.
Danh pháp khoa học của loài này chưa được làm sáng tỏ. 